# Independent Truck Company
Independent Truck Company är ett amerikanskt företag som har sin huvudbas i Santa Cruz, Kalifornien och grundades 1978. Företaget tillverkar skateboarddelar, kläder, accessoarer och väskor, men är mest kända för skateboardtruckar. Independent ägs och distribueras av NSH.
De första Independenttruckarna som producerades kallades "Stage 1" och kom ut på marknaden i maj 1978. De nuvarande truckarna är "Stage 9" och släpptes i mars 2003.
Efter att "Stage 9" hade släppts så gjorde Independent några modifikationer på den och kallade de nya truckarna "Stage 9 Low". De kom ut 9 september 2006 och hade en lägre profil och var lättare. Skateboardåkaren Eric Koston lämnade Royal Trucks och skrev på för Independent och hjälpte dem att göra klart designen på "Stage 9 Low".
Independent sponsrar amatörer och professionella åkare från hela världen.